# Хакуин
Хакуин Экаку (яп. 白隠 慧鶴, 19 января 1686 – 18 января 1769) — один из наиболее знаменитых японских буддийских учителей традиции дзэн, религиозный реформатор. Известен также как поэт, художник и каллиграф.

## Биография
Хакуин (мирское имя — Ивадзиро) родился, прожил всю свою жизнь и умер в деревне Хара у подножия горы Фудзияма. Ивадзиро в возрасте пятнадцати лет поступил в дзэнский храм в своей деревне где принял монашество и получил имя Экаку (мудрый журавль). Экаку путешествовал по стране в поисках просветления и знаний. В 1716 году, будучи уже просветлённым, он вернулся в свою деревню, стал настоятелем храма, в котором он начинал свой духовный путь, и принял имя Хакуин.

## Учение и наследие Хакуина

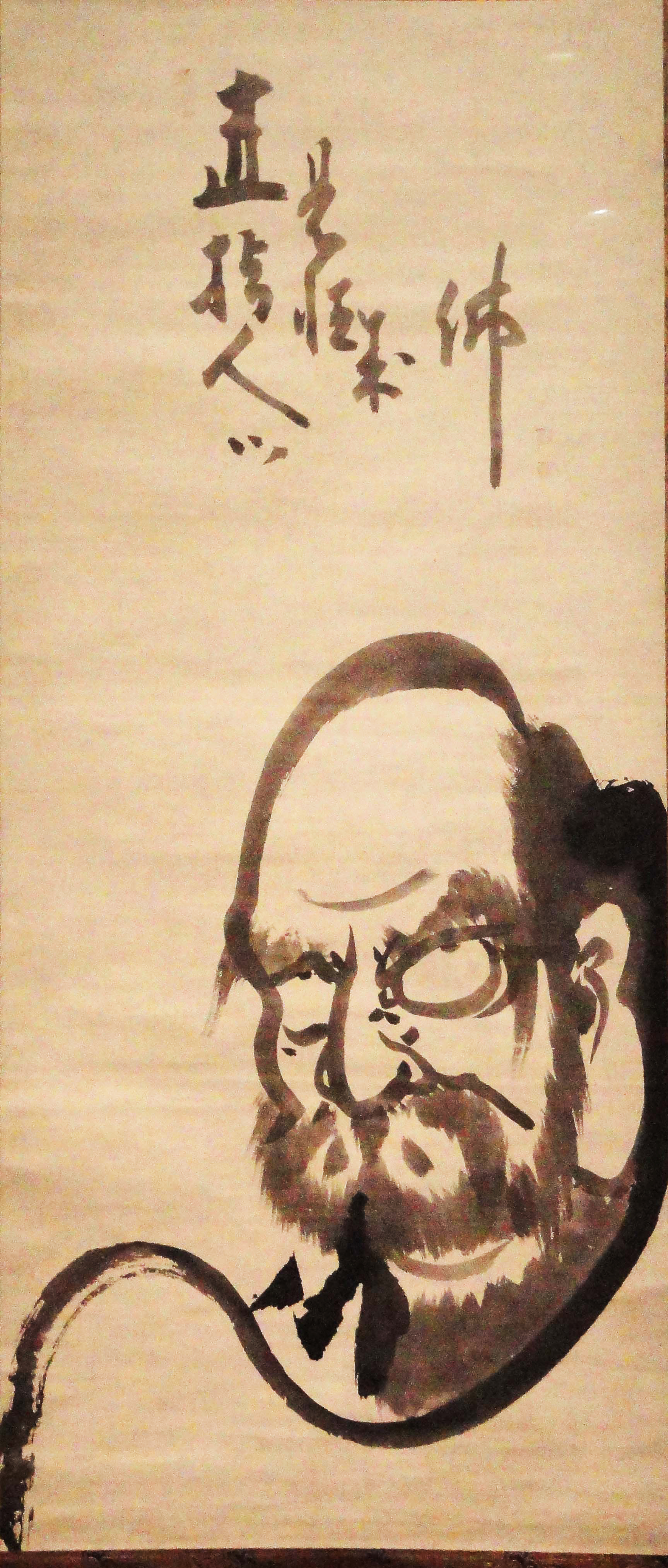
Бодхидхарма. Каллиграфия Хакуина

Хакуин написал множество трактатов на японском языке, обновил учение дзэн-буддизма в период его упадка в Японии и сделал это учение доступным для мирян. Описание практики дзэн в трактатах Хакуина, возможно, является наиболее детальным по сравнению со во всей остальной литературой по дзэн-буддизму.
В системе «самопреобразования психики» и «совершенствования духа», разработанной Хакуином, он особое внимание уделял практике «внутреннего взгляда», практике осознанности в повседневной деятельности.

## Цитаты
Совершенствование бесстрашного духа является результатом веры и сочетания её с истинной практикой «внутреннего взгляда». Стоите [вы] или сидите, двигаетесь или находитесь в состоянии покоя, всегда подвергайте проверке, потеряли вы или нет искусство истинной медитации.
Именно [в этом заключается] правильный Путь мудрецов прошлого и настоящего.
— Хакуин Экаку. Оратэгама